# Тышица (Львовская область)
Тышица (укр. Тишиця) — село в Добротворской поселковой общине Шептицкого района Львовской области Украины.
Население по переписи 2001 года составляло 306 человек. Занимает площадь 1,204 км². Почтовый индекс — 80410. Телефонный код — 3254.